# R30: 30th Anniversary Tour
R30: 30th Anniversary Tour è il diciottesimo tour ufficiale della band canadese Rush.

## Storia
Tour celebrativo per commemorare il trentennale di attività della band. La tournée è accompagnata dalla pubblicazione di un album di cover: Feedback.
Come in tutti gli ultimi tour del gruppo, viene ripresa nuovamente la formula "An Evening with Rush": concerto di 3 ore con intervallo centrale, senza gruppi spalla.
L'itinerario, che prevede 58 esibizioni, una delle quali viene però annullata, interessa gli Stati Uniti, il Canada con un numero limitato di date e, per la prima volta dal 1992, anche l'Europa (comprese una data in Italia ed una in Repubblica Ceca dove il gruppo in precedenza non si era mai esibito), dove i concerti riscuotono un notevole successo: i biglietti per le 2 date di Londra, ad esempio, sono esauriti molto in fretta. Nel Nord America gli incassi superano i 20 milioni di dollari. Nell'insieme ai concerti assistono circa 540.000 spettatori.
Il Tourbook del tour per il trentesimo anniversario, consiste in un collage fotografico della band in ordine cronologico; comprende inoltre la discografia completa, informazioni riguardanti la crew al seguito del tour e schede sui singoli componenti del gruppo.

## Formazione
- Geddy Lee – basso elettrico, voce, tastiere, bass pedals, chitarra acustica
- Alex Lifeson – chitarra elettrica, chitarra acustica, bass pedals, cori
- Neil Peart – batteria, percussioni, percussioni elettroniche

## Scaletta
La setlist proposta durante il tour non subisce modifiche. La scaletta prevede, come nel precedente tour, un momento acustico (i brani Resist e Heart Full of Soul); ancora una volta inoltre l'assolo di batteria (Il batterista) assume il titolo in base alla lingua del paese che ospita il concerto, così nel disco dal vivo R30: 30th Anniversary World Tour, registrato in Germania, diventa Der Trommler. Come introduzione dello spettacolo viene proposto un video animato che rappresenta le copertine di tutti gli album del gruppo e una presentazione di Jerry Stiller. La seconda parte dello show viene introdotta da un filmato animato chiamato Darn That Dragon con protagonisti pupazzi dei Rush che combattono contro un pupazzo del drago già visto nell'introduzione del precedente tour. In chiusura un breve filmato di Jerry Stiller.
Per la prima volta dai tempi dei primissimi tour della band, vengono inserite delle cover nella setlist. La principale novità consiste comunque nel pezzo in apertura di concerto, chiamato R30 Overture: si tratta di un medley strumentale costituito da segmenti tratti da 6 brani derivati dai primi 6 album del gruppo, posti in ordine cronologico.
Come oramai d'abitudine Lifeson, durante La Villa Strangiato, si esibisce con insensati e demenziali monologhi (i cosiddetti "rant").
- Introduzione )
- R30 Overture 
 Finding My Way 
 Anthem 
 Bastille Day 
 A Passage to Bangkok 
 Cygnus X-1 (Prologue) 
 Hemispheres (Prelude)
- The Spirit of Radio
- Force Ten
- Animate
- Subdivisions
- Earthshine
- Red Barchetta
- Roll The Bones
- Bravado
- YYZ
- The Trees
- The Seeker (cover del brano degli Who)
- One Little Victory

(intervallo)
- Introduzione (video "Darn That Dragon")
- Tom Sawyer
- Dreamline
- Secret Touch
- Between the Wheels
- Mystic Rhythms
- Red Sector A
- Assolo di batteria
- Resist
- Heart Full of Soul (cover del brano degli Yardbirds)
- 2112 (Overture, The Temples of Syrinx e Grand Finale)
- La Villa Strangiato
- By-Tor and the Snow Dog (abbreviata)
- Xanadu (abbreviata)
- Working Man
- bis: Summertime Blues (cover del brano di Eddie Cochran rivisitato dai Blue Cheer)
- bis: Crossroads (cover del brano dei Cream)
- bis: Limelight
- Outro

## Date
Calendario completo del tour
| Data              | Città             | Paese                 | Luogo                         | Note                                                             |
| ----------------- | ----------------- | --------------------- | ----------------------------- | ---------------------------------------------------------------- |
| 26 maggio 2004    | Antioch           | Stati Uniti d'America | Starwood Amphitheatre         |                                                                  |
| 28 maggio 2004    | Charlotte         | Stati Uniti d'America | Verizon Wireless Amphitheatre |                                                                  |
| 29 maggio 2004    | Virginia Beach    | Stati Uniti d'America | Verizon Wireless Amphitheatre |                                                                  |
| 31 maggio 2004    | Burgettstown      | Stati Uniti d'America | Post Gazette Pavilion         |                                                                  |
| 2 giugno 2004     | Columbus          | Stati Uniti d'America | Germain Amphitheatre          |                                                                  |
| 4 giugno 2004     | Noblesville       | Stati Uniti d'America | Verizon Wireless Amphitheatre |                                                                  |
| 5 giugno 2004     | Tinley Park       | Stati Uniti d'America | Tweeter Center                |                                                                  |
| 7 giugno 2004     | Milwaukee         | Stati Uniti d'America | Marcus Amphitheatre           |                                                                  |
| 8 giugno 2004     | Clarkston         | Stati Uniti d'America | DTE Energy Music Theatre      |                                                                  |
| 10 giugno 2004    | Cuyahoga Falls    | Stati Uniti d'America | Blossom Music Center          |                                                                  |
| 12 giugno 2004    | Maryland Heights  | Stati Uniti d'America | UMB Bank Pavilion             |                                                                  |
| 13 giugno 2004    | Bonner Springs    | Stati Uniti d'America | Verizon Wireless Amphitheatre |                                                                  |
| 23 giugno 2004    | Dallas            | Stati Uniti d'America | Smirnoff Music Center         |                                                                  |
| 25 giugno 2004    | San Antonio       | Stati Uniti d'America | Verizon Wireless Amphitheatre |                                                                  |
| 26 giugno 2004    | Woodlands         | Stati Uniti d'America | C.W. Mitchell Pavilion        |                                                                  |
| 29 giugno 2004    | Morrison          | Stati Uniti d'America | Red Rocks Amphitheatre        |                                                                  |
| 30 giugno 2004    | West Valley City  | Stati Uniti d'America | USANA Amphitheatre            |                                                                  |
| 2 luglio 2004     | Auburn            | Stati Uniti d'America | White River Amphitheatre      |                                                                  |
| 3 luglio 2004     | Ridgefield        | Stati Uniti d'America | Clark County Amphitheatre     |                                                                  |
| 6 luglio 2004     | Hollywood         | Stati Uniti d'America | Hollywood Bowl                |                                                                  |
| 7 luglio 2004     | Chula Vista       | Stati Uniti d'America | Coors Amphitheatre            |                                                                  |
| 9 luglio 2004     | Mountain View     | Stati Uniti d'America | Shoreline Amphitheatre        |                                                                  |
| 10 luglio 2004    | Concord           | Stati Uniti d'America | Chronicle Pavilion            |                                                                  |
| 12 luglio 2004    | Marysville        | Stati Uniti d'America | Sleep Train Amphitheatre      |                                                                  |
| 14 luglio 2004    | Irvine            | Stati Uniti d'America | Verizon Wireless Amphitheatre |                                                                  |
| 16 luglio 2004    | Phoenix           | Stati Uniti d'America | Cricket Pavilion              |                                                                  |
| 17 luglio 2004    | Las Vegas         | Stati Uniti d'America | MGM Grand Garden Arena        |                                                                  |
| 29 luglio 2004    | West Palm Beach   | Stati Uniti d'America | Sound Advise Amphitheatre     |                                                                  |
| 30 luglio 2004    | Tampa             | Stati Uniti d'America | Tampa Bay Amphitheatre        |                                                                  |
| 1º agosto 2004    | Atlanta           | Stati Uniti d'America | Hi-Fi Buys Amphitheatre       |                                                                  |
| 3 agosto 2004     | Bristow           | Stati Uniti d'America | Nissan Pavilion               |                                                                  |
| 4 agosto 2004     | Camden            | Stati Uniti d'America | Tweeter Center                |                                                                  |
| 6 agosto 2004     | Hartford          | Stati Uniti d'America | Meadows Music Theater         |                                                                  |
| 7 agosto 2004     | Scranton          | Stati Uniti d'America | Montage Mountain              |                                                                  |
| 9 agosto 2004     | Saratoga Springs  | Stati Uniti d'America | Saratoga PAC                  |                                                                  |
| 11 agosto 2004    | Wantagh           | Stati Uniti d'America | Jones Beach                   |                                                                  |
| 12 agosto 2004    | Mansfield         | Stati Uniti d'America | Tweeter Center                |                                                                  |
| 14 agosto 2004    | Holmdel           | Stati Uniti d'America | PNC Bank Arts Center          |                                                                  |
| 15 agosto 2004    | Buffalo           | Stati Uniti d'America | Darien Lake                   |                                                                  |
| 18 agosto 2004    | New York          | Stati Uniti d'America | Radio City Music Hall         |                                                                  |
| 19 agosto 2004    | New York          | Stati Uniti d'America | Radio City Music Hall         |                                                                  |
| 21 agosto 2004    | Montréal          | Canada                | Bell Centre                   |                                                                  |
| 22 agosto 2004    | Toronto           | Canada                | Molson Amphitheater           |                                                                  |
| 8 settembre 2004  | Londra            | Inghilterra           | Wembley Arena                 |                                                                  |
| 9 settembre 2004  | Londra            | Inghilterra           | Wembley Arena                 |                                                                  |
| 11 settembre 2004 | Birmingham        | Inghilterra           | NEC Arena                     |                                                                  |
| 12 settembre 2004 | Manchester        | Inghilterra           | Evening News Arena            |                                                                  |
| 14 settembre 2004 | Glasgow           | Scozia                | SECC                          |                                                                  |
| 15 settembre 2004 | Birmingham        | Inghilterra           | NEC Arena                     |                                                                  |
| 17 settembre 2004 | Oberhausen        | Germania              | Konig-Pilsner Arena           |                                                                  |
| 19 settembre 2004 | Stoccarda         | Germania              | Schleyerhalle                 |                                                                  |
| 21 settembre 2004 | Milano            | Italia                | Mazda Palace                  | primo show in Italia                                             |
| 22 settembre 2004 | Monaco di Baviera | Germania              | Olympiahalle                  | data cancellata                                                  |
| 24 settembre 2004 | Francoforte       | Germania              | Festhalle                     | registrazioni per R30: 30th Anniversary World Tour video e album |
| 25 settembre 2004 | Praga             | Repubblica Ceca       | T-Mobile Arena                |                                                                  |
| 27 settembre 2004 | Amburgo           | Germania              | Sporthalle                    |                                                                  |
| 29 settembre 2004 | Stoccolma         | Svezia                | Globe Arena                   |                                                                  |
| 1º ottobre 2004   | Rotterdam         | Paesi Bassi           | Ahoy Sportpaleis              |                                                                  |

All'elenco sopra esposto va aggiunto un evento particolare non incluso nel calendario del tour:
- 13 gennaio 2005: Canada For Asia, raccolta fondi telethon per i disastri causati dallo tsunami. I Rush eseguono Closer to the Heart accompagnati dal cantante dei Barenaked Ladies Ed Robertson e dall'attore di Trailer Park Boys Mike Smith.

Testimonianza di questo evento si trova nel DVD R30: 30th Anniversary World Tour, disco 2, con il brano Closer to the Heart.

## Documentazione
Relativamente al R30: 30th Anniversary Tour sono reperibili le seguenti testimonianze audiovisive, audio e cartacee:
- R30: 30th Anniversary World Tour, video concerto del 2005. Disponibile dal 2009 in versione integrale (con 8 brani in più) solo in versione blu-ray.
- Alcuni dei pezzi presenti solo nella versione blu-ray sono disponibili in varie altre produzioni video: 
 da Rush: Beyond the Lighted Stage (documentario), disco 2: Bravado e YYZ 
 da Snakes & Arrows Live, disco 1: Red Sector A 
 da Retrospective III (compilation), DVD, Secret Touch 
 da Working Men (compilation), CD e DVD, One Little Victory
- R30: 30th Anniversary World Tour, album live del 2005 disponibile solo all'interno dell'edizione di lusso dell'omonimo DVD, che ripropone in formato audio il sonoro del medesimo video concerto.
- R30: 30th Anniversary Tourbook